# Melhor jogador sub-19 de rugby do mundo pela IRB
O IRB International U19 Player of the Year foi um prêmio anual, que se repetiu de 1999 a 2007, e era entregue pela International Rugby Board (IRB) ao melhor jogador sub-19 de rugby do mundo durante aquele ano.
Em 2008, a IRB resolveu juntar este prêmio e o dado ao melhor jogador sub-21 numa mesma categoria: IRB Junior Player of the Year.

## List of winners
- 1999:  Jerry Collins
- 2000:  Gerrard Fasavalu
- 2001:  Gavin Henson
- 2002:  Luke McAlister
- 2003:  Jean-Baptiste Peyras-Loustalet
- 2004:  Jeremy Thrush
- 2005:  Isaia Toeava
- 2006:  Josh Holmes
- 2007:  Robert Fruean